# Quận Crawford, Arkansas
Quận Crawford là một quận thuộc tiểu bang Arkansas, Hoa Kỳ.
Quận này được đặt tên theo William H. Crawford. Theo điều tra dân số của Cục điều tra dân số Hoa Kỳ năm 2000, quận có dân số 53.247 người. Quận lỵ đóng ở Van Buren.6. Quận được lập năm 1820. Quận này là một quận khô.

## Địa lý
Theo Cục điều tra dân số Hoa Kỳ, quận có diện tích 1565 km2, trong đó có 23 km2 là diện tích mặt nước.

### Các xa lộ chính
- Interstate 40
- Interstate 540
- U.S. Highway 64
- U.S. Highway 71
- Highway 59
- Highway 60

### Quận giáp ranh
- Quận Washington (bắc)
- Quận Madison (đông bắc)
- Quận Franklin (đông)
- Quận Sebastian (nam)
- Le Flore, Oklahoma (tây nam)
- Sequoyah, Oklahoma (tây)
- Adair, Oklahoma (tây bắc)

## Thông tin nhân khẩu
Theo điều tra dân số 2 năm 2000, quận đã có dân số 53.247 người, 19.702 hộ gia đình, và 15.150 gia đình sống trong quận hạt. Mật độ dân số là 35/km ² (89/mi ²). Có 21.315 đơn vị nhà ở mật độ trung bình của 14/km ² (36/mi ²). Cơ cấu chủng tộc của dân cư quận gồm 92,19% người da trắng, 0,87% da đen hay Mỹ gốc Phi, 2,01% người Mỹ bản xứ, 1,19% châu Á, Thái Bình Dương 0,02%, 1,48% từ các chủng tộc khác, và 2,24% từ hai hoặc nhiều chủng tộc. 3,27% dân số là người Hispanic hay Latino thuộc một chủng tộc nào.
Có 19.702 hộ, trong đó 37,50% có trẻ em dưới 18 tuổi sống chung với họ, 62,20% là đôi vợ chồng sống với nhau, 10,90% có nữ hộ và không có chồng, và 23,10% là các gia đình không. 20,00% hộ gia đình đã được tạo ra từ các cá nhân và 8,20% có người sống một mình 65 tuổi hoặc lớn tuổi hơn là người. Cỡ hộ trung bình là 2,68 và cỡ gia đình trung bình là 3,07.
Trong quận, cơ cấu độ tuổi dân cư được trải ra với 28,20% dưới độ tuổi 18, 8,40% 18-24, 29,30% 25-44, 22,80% từ 45 đến 64, và 11,30% từ 65 tuổi trở lên người. Độ tuổi trung bình là 35 năm. Đối với mỗi 100 nữ có 97,70 nam giới. Đối với mỗi 100 nữ 18 tuổi trở lên, đã có 94,20 nam giới.
Thu nhập trung bình cho một hộ gia đình trong quận đạt 32.871 USD, và thu nhập trung bình cho một gia đình là 36.741 USD. Phái nam có thu nhập trung bình 29.581 USD so với 20.352 USD của phái nữ. Thu nhập bình quân đầu người là 15.015 USD. Có 10,90% gia đình và 14,20% dân số sống dưới mức nghèo khổ, bao gồm 19,30% những người dưới 18 tuổi và 13,70% của những người 65 tuổi hoặc hơn.